# Abu Sal Zauzani
Abu Sal Maomé ibne Huceine/Haçane Zauzani (em árabe: ابو سهل محمد یبن حسین/حسن زوزنی; romaniz.: Abu Sahl Muhammad ibn Husayn/Hasan Zawzani), melhor conhecido só como Abu Sal Zauzani, Zuzani ou Zozani, foi um estadista do século XI que serviu como secretário chefe do Império Gasnévida brevemente em 1040, e então de 1041 até uma data incerta.

## Vida

### Origens e serviço sob Mamude

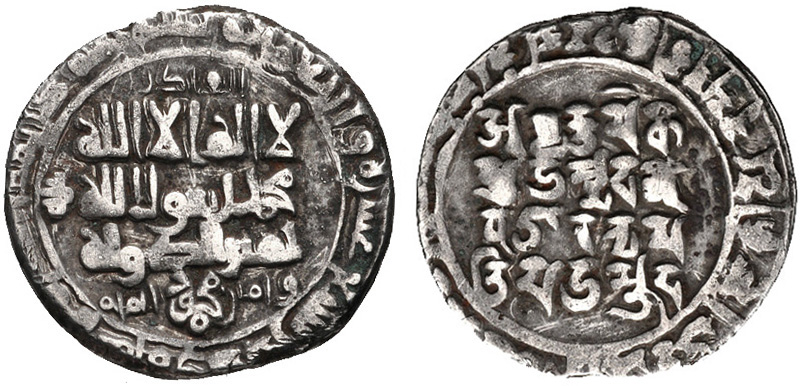
Dirrã de Mamude r.

Zauzani era filho de um proeminente erudito religioso de Zauzã chamado Huceine ou Haçane. Iniciou sua carreira como tutor dos filhos de Amade Maimandi, o vizir do sultão gasnévida Mamude (r. 998–1030). Depois, escreveu um panegírico para o sucessor de Amade, Haçanaque, o Vizir e foi selecionado como representante (cadecoda) de Maçude, filho de Mamude, quando foi nomeado governador de Herate. Zauzani rapidamente alcançou grande destaque, mas isso resultou na suspeita dele estar associado à heresia dos carmatas por seus oponentes invejosos. No entanto, o historiador Abu Alfadle Baiaqui, que o conhecia, rejeitou essa acusação.
O sultão faleceu em 1030, e uma guerra civil eclodiu entre seus dois filhos, o mais jovem Maomé e o mais velho Maçude. Zauzani apoiou Maçude, deixando a capital de Gásni e partindo para Dangã, onde Maçude e seus apoiantes estavam preparando um ataque contra Gásni. Vários outros estadistas e oficiais militares como Ali Daia logo se juntaram a eles, aumentando assim sua força em sua marcha. Durante este período, nas palavras do historiador Yusofi, "Zauzani tornou-se uma espécie de vizir e ascendeu em prestígio e influência. Também se tornou temido, pois exerceu sua tendência para a vingança, rancor e intriga".

### Serviço sob Maçude

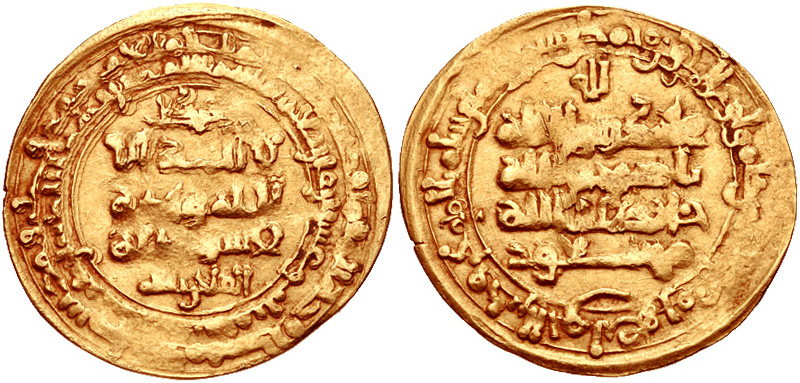
Dinar de r.

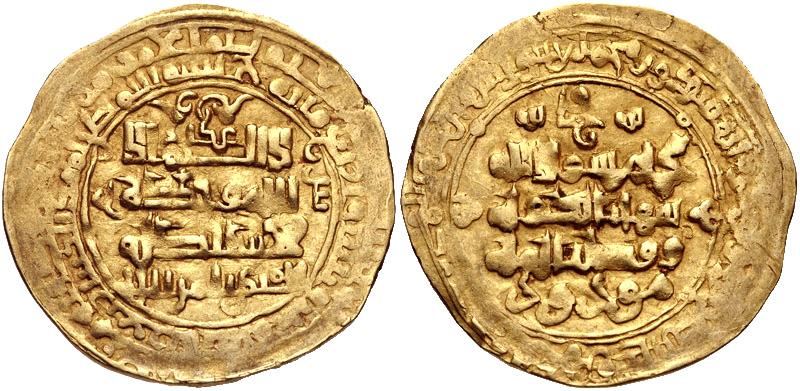
Dinar de Maudude r.

Maçude logo marchou em direção a Gásni, onde derrotou Maomé com sucesso e o prendeu. Então prendeu Haçanaque, que apoiava o deposto, em Balque. Pelos esforços de Zauzani, Maçude acusou Haçanaque de infidelidade e executou-o. Enquanto isso, Zauzani ajudou Amade Maimandi, que havia sido libertado da prisão, a reconquistar o cargo de vizir. Embora Amade não confiasse nele, nomeou Zauzani como o administrador chefe do exército gasnévida. Cheio de insatisfação com o cargo, usou seu humor raivoso para virar Maçude contra as pessoas de quem não gostava. Apesar da oposição de Amade, conseguiu fazer Maçude recuperar as riquezas de vários oficiais que Maomé havia dado para ganhar apoio. Essa escolha diminuiu muito a honra de Zauzani.
Em 1032, Zauzani conseguiu instar Maçude a assassinar o governador gasnévida da Corásmia, Atuntaxe, de quem Zauzani suspeitava de traição. No entanto, Atuntaxe sobreviveu ao complô e capturou o assassino. Maçude, temendo que declararia independência, acusou o secretário numa carta e o prendeu em Coandez, bem como capturou suas riquezas e servos em Zauzã, Marve, Nixapur, Gur, Balque, Badeguis e Gásni. Em 1032/33, esteve entre um dos candidatos para ocupar o cargo de representante em Rei, mas Maçude declinou a ideia ao considerar suas práticas corruptas. Ainda assim, foi restaurado ao favor do sultão e se envolveu em novas maquinações, que renderiam mais repreensão.
Baiaqui, ciente da mudança no secretariado, em vão pediu sua renúncia da administração. Cortesãos rivais tentaram prender Zauzani ao instar Maçude a atribuir-lhe tarefas que exigiam conhecimento real das práticas do secretariado ou contabilidade, mas Baiaqui ajudou-o. Na crise subsequente causada pela invasão dos turcos seljúcidas, ficou ao lado de Maçude na Batalha de Dandanacã e aconselhou-o a tomar ação direta contra os invasores que ameaçavam Balque. Apesar disso, Maçude o imputou alguma responsabilidade pela rebelião de Abu Alfasle Cornaqui e enviou-o para Boste para resolver a questão com uso da força ou por negociação. Nesse interim, as tropas revoltaram-se contra Maçude, que foi preso em Guiri e executado por ordens de Maomé, que foi restaurado no trono, ou seu filho Amade. No ano seguinte, com a ascensão de Maudude (r. 1041–1050), tornaria a ocupar o secretariado, mas pouco se sabe das suas atividades nesse período. Morreria em algum momento em 1050/59. Em sua vida privada, adorava atividades prazerosas e as artes e Baiaqui elogiou suas realizações literárias, que incluíam escrita em prosa e poesia árabes e versos improvisados. Um dos poetas da corte de Maçude, Manucheri Dangani, escreveu dois cássidas em seu louvor.